# Parvan
Parvan è una provincia dell'Afghanistan di 573 100 abitanti, che ha come capoluogo Charikar.

## Suddivisioni amministrative
La provincia è suddivisa in 10 distretti:

Distretti di Parvan.

Salang
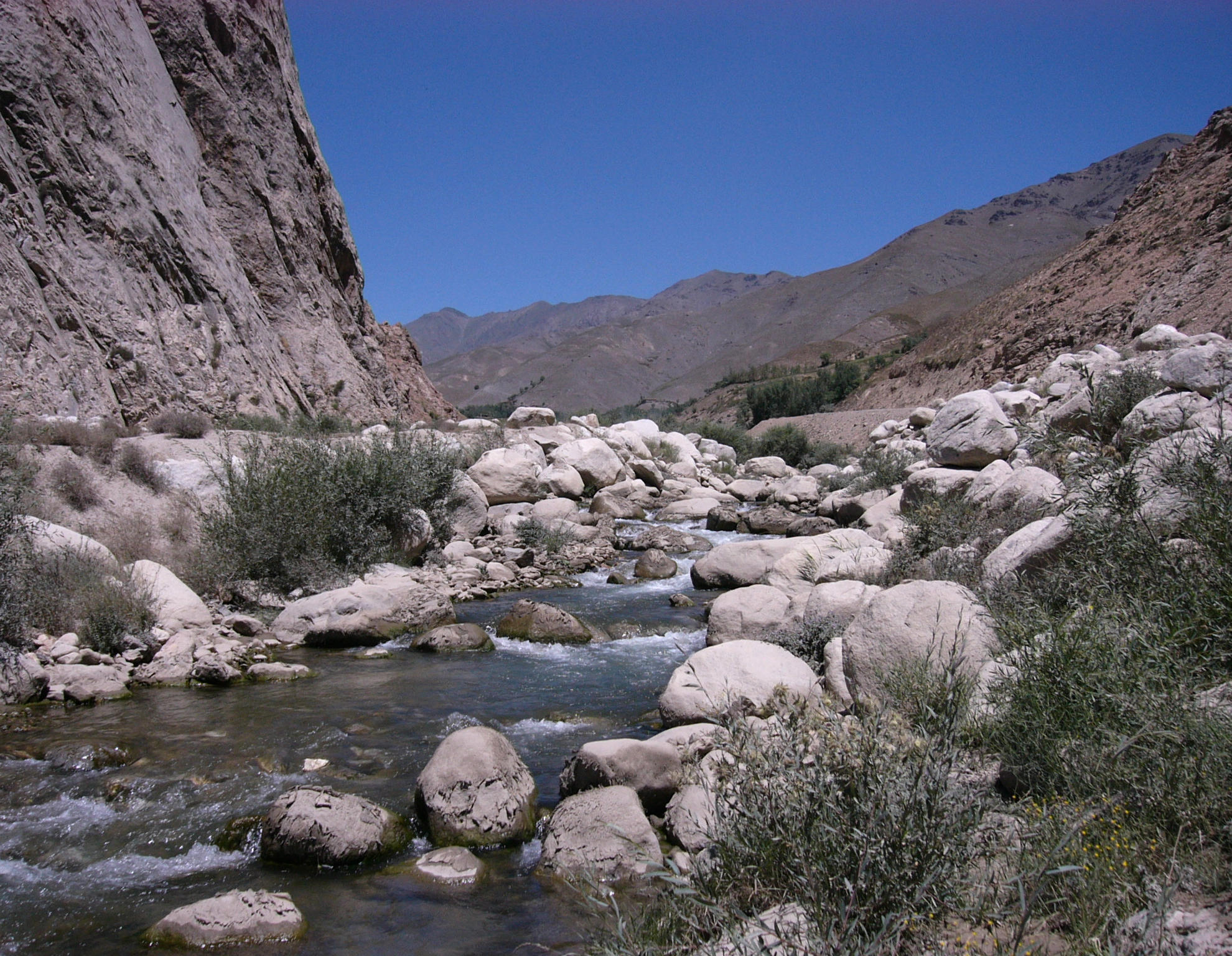
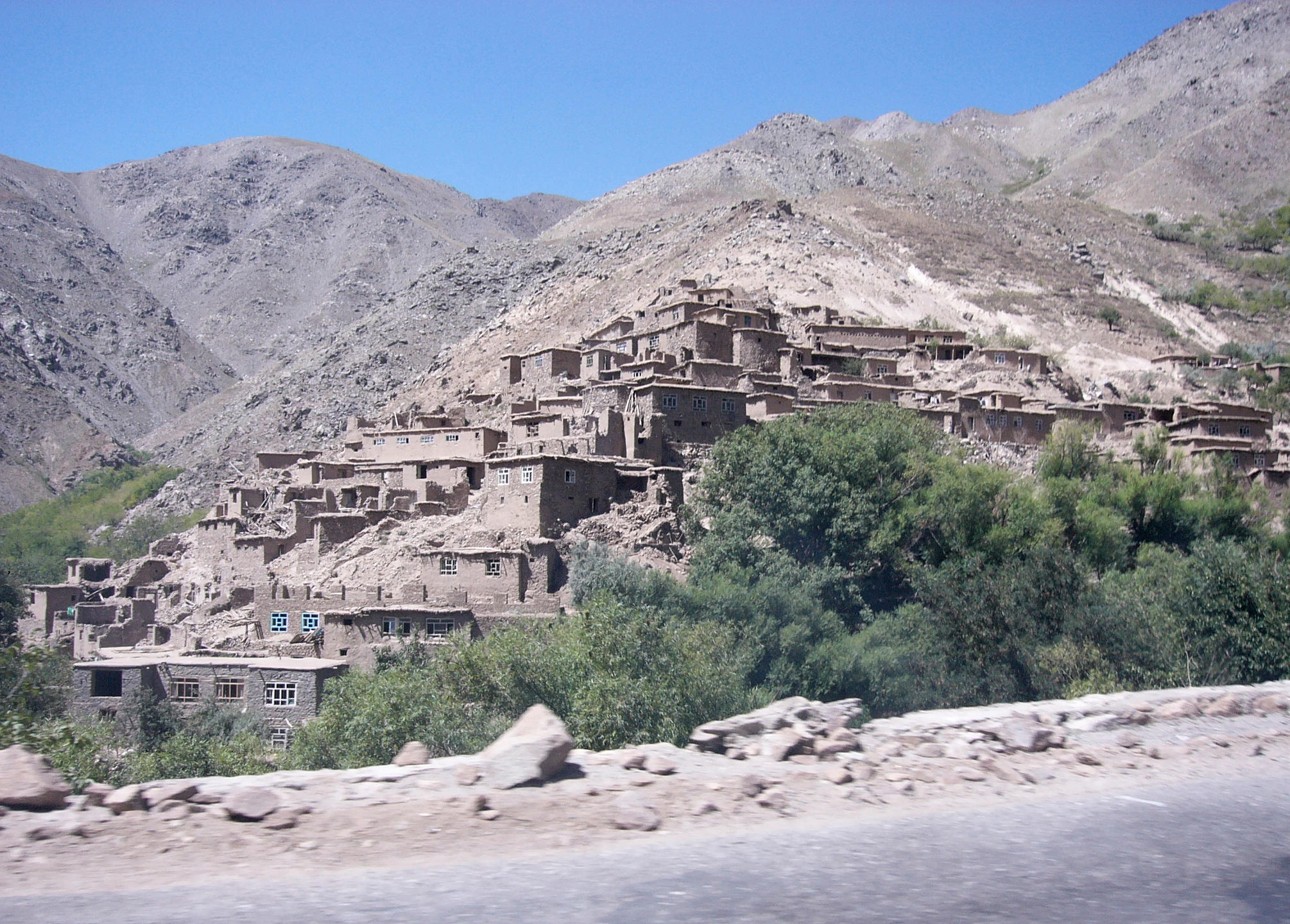
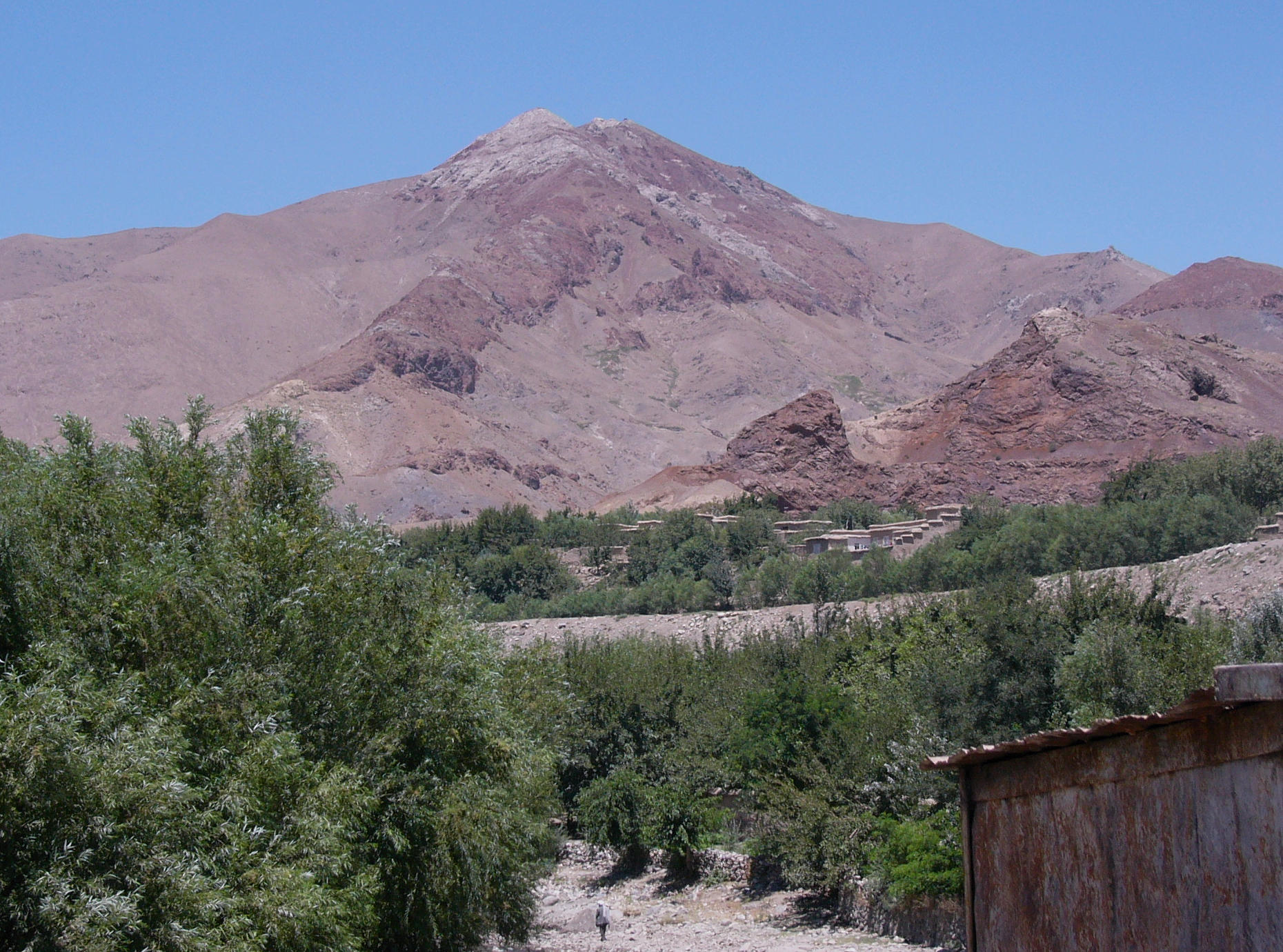

- Bagram
- Charikar
- Ghorband
- Jabal Saraj
- Kohi Safi
- Salang
- Sayed Khel
- Shekh Ali
- Shinwari
- Surkhi Parsa

- Salang